# Örkény
Örkény je vas na Madžarskem, ki upravno spada v podregijo Dabasi Županije Pešta.